# Kolofón
Kolofón (starořecky Κολοφών) bylo starořecké město v Malé Asii. Dnes se jeho vykopávky nacházejí v turecké Izmirské provincii nedaleko obce Menderes. Ve své době byl Kolofón součástí Iónie a nacházel se mezi Smyrnou ležící zhruba 50 kilometrů na sever, Efezem ležícím zhruba 10 kilometrů na jihovýchod, a Lebedosem ležícím zhruba 20 kilometrů na západ. Přímo na jih od Kolofónu leželo přístavní město Notion, které sloužilo jako přístav jak pro Kolofón, tak pro na západ ležící významné kultovní centrum Klaros.
Kolofón údajně založili dva synové posledního athénského krále Kodra, což by znamenalo založení v 11. století před naším letopočtem. Kolofón pak vzkvétal a byl nejvýznamnějším z dvanácti měst Jónského spolku. V sedmém století před naším letopočtem jej ovšem dobyl lýdský král Gýgés a následně jej zastínili svým významem nedaleký Efesos a také Milét. Definitivně jej zničil Lýsimachos v třetím století před naším letopočtem.
V roce 1887 odkryl vykopávky Kolofónu německý archeolog Carl Schuchhardt.
Od Kolofónu je odvozeno jméno pro kalafunu. Kolofón byl totiž významným vývozcem pryskyřice.

## Rodáci
- Xenofanés, filosof a spisovatel
- Mimnermos, básník
- Apellés, malíř
- možná Homér – jako jeho rodiště je v historických pramenech uváděna řada měst